# Кашаса
Каша́са (порт. cachaça) — крепкий алкогольный напиток, получаемый путём дистилляции чистого экстракта сахарного тростника (перегонка забродившего сока сахарного тростника). Крепость 37,5—40 градусов. В ряде стран называется бразильским ромом.
Дистилляция бывает одна и проходит по обычной схеме: в дистилляте разделяют «голову», «сердце» и «хвост». От головы и хвоста, как от содержащих либо слишком летучие, либо слишком тяжёлые фракции, соответственно, избавляются всегда. После дистилляции содержание алкоголя в кашасе может колебаться от 38 до 54 процентов. Иногда её, прежде чем разлить в бутылки, выдерживают в деревянных бочках. По закону выдержанной можно назвать кашасу, в состав которой входит не меньше половины кашасы, находившейся в бочке как минимум год. Напиток выдерживают в бочках, как правило, от полугода до трёх лет.
В Бразилии чётко разделяют кашасу с фазенды и фабричную кашасу. На экспорт чаще идёт вторая, но выше ценится первая. Кашаса с фазенды производится по старинке, поэтому её партии бывают небольшими и редко покидают пределы Бразилии. В измельчённый сахарный тростник для брожения, которое продолжается около восемнадцати часов, добавляют кукурузную муку, отруби пшеницы, рис, сою или зерно. Перегонка такой кашасы происходит только в медных перегонных кубах. Потом такая кашаса хранится в деревянных бочках. При промышленном способе производства —дистилляция производится в перегонных колоннах полного цикла. Хранится фабричная кашаса в стальных чанах, выдержке в бочках подвергается редко.
Кашаса бывает разных видов. Самая дорогая напоминает хороший виски или коньяк, а по цвету — слабый чай с лимоном. Белая кашаса продаётся обычно в стандартных стеклянных бутылках с жестяной пробкой и используется в основном в коктейлях (например, кайпиринье).
Основные бренды — Leblon, Germana, Caninha 51, Pitu, Tatuzinho (Velho Barreiro), Old 88, Muller, Paduana и Ypioca.
Первые упоминания кашасы восходят ко временам колонизации Бразилии.
Кашаса — это часть культуры Бразилии, её национальный напиток, поэтому на государственном уровне было принято решение о придании кашасе статуса национального коммерческого названия крепкого спиртного традиционного бразильского напитка, получаемого из сахарного тростника (для сравнения: во Франции — шампанское).